# Hôpital militaire d'Abidjan
L'Hôpital militaire d'Abidjan (HMA) a été construit en 1980 dans le but de recevoir les militaires de l'armée ivoirienne et leurs familles. Il est l'un des deux hôpitaux militaires de la Côte d'Ivoire.
Jusqu'en 1984, cette institution était situé au Plateau à Abidjan  et connu sous la dénomination d'infirmerie de garnison d'Abidjan (IGA) avec 5 médecins dont un chirurgien.
De 1984 à 1995, il sera transféré de son ancien site sur un nouveau site plus aéré et vaste sur l’axe Abobo-Adjamé en face du Zoo d'Abidjan et sera connu sous la dénomination de Centre Médical des Armées (CMA) avec de nouvelles spécialités qui vont s'ajouter aux dispositions de l'IGA notamment l'ophtalmologie et la Radiologie.
Depuis 1995, le CMA est devenu HMA (Hôpital Militaire d'Abidjan) par le nombre croissant de médecins spécialistes ayant la volonté d'évoluer vers un hôpital.
Aujourd'hui, cet hôpital qui dispose un plateau technique performant répond aux exigences de la population en matière de santé  de proximité désengorgeant ainsi les CHU d'Abidjan.
Cet hôpital est extrêmement important pour les populations avoisinante.